# Relaciones Francia-Venezuela
Las relaciones Francia-Venezuela son las relaciones internacionales entre Francia y Venezuela. Francia tiene una embajada en Caracas y Venezuela tiene una embajada en París.

## Antecedentes
La historia de las relaciones franco-venezolanas datan de los ataques de piratas y corsarios franceses a las ciudades de la costa venezolana durante la época de la Colonia (1567, 1666, 1676, 1678, 1680). 
En 1678, la flota francesa al mando del almirante d'Estrées, naufraga en un fallido intento de apoderarse de la isla holandesa de Curaçao al chocar con los arrecifes coralinos del archipiélago Las Aves. 
La amistad franco-venezolana tiene sus raíces en la participación del general Francisco de Miranda en la Revolucion Francesa destacandose en la batalla de Valmy (1792), la toma de Amberes y el asedio de Maastricht. Otros hitos serían la expedición del naturalista francés Aimé Bonpland a Venezuela (1799-1800) junto a Alejandro de Humboldt y los viajes del héroe de la Independencia venezolana Simón Bolívar en París y Amiens entre 1801 y 1806.
La ocupación de España por la Francia napoleónica brinda a los criollos venezolanos la oportunidad de emanciparse de Madrid, con la creación de la Junta Suprema de Caracas en 1810.
En las tropas que comandaran Miranda y Bolívar durante la guerra de independencia de Venezuela será abundante la presencia de oficiales franceses como Jean Rolichon, el coronel Joseph du Cayla, el teniente Colot, el coronel Rafael Chantillon, el coronel Manuel Serviez, el capitán de navío Renato Beluche, el corsario Luis Aury, Luis Perú de Lacroix, Atanasio Girardot, Jean Lafitte, Próspero Révérend, Juan José Dauxión Lavaisse, Jean-Baptiste Bideau, Pierre Labatut, Agustín Gustavo Villaret, Charles Eloi Demarquet, Henri Louis Villaume Ducoudray Holstein, entre otros.
En 1816, para ayudar a Simón Bolívar y financiar su expedición de Los Cayos en la parte suroeste de Haití, el empresario Benoît Chassériau formó un consorcio con Jean Pavageau, Michael Scott, George Robertson, S. Campbell y Maxwell Hyslop. Entre 1822 y 1825 Chasseriau fue agente comercial del gobierno francés en Gran Colombia enviado por el ministro de Asuntos Exteriores François-René de Chateaubriand.
En París, Francisco Antonio Zea, representante del gobierno colombiano en Europa, siguiendo instrucciones del Libertador contrata la misión científica francesa el 1 de mayo de 1822, para establecer una Escuela de Minas, un Gabinete Minerológico, el Museo de Historia Natural y otros institutos afines. El mineralogista Mariano Eduardo de Rivero como jefe de Misión y el químico Jean-Baptiste Boussingault llegan a La Guaira el 22 de noviembre de 1822. Poco después llegarían el médico François Désiré Roulin, el entomólogo Jacques Bourdon y el naturalista Justine-Marie Goudet.

## Historia

### SigloXIX
Al disolverse la Gran Colombia en 1830, Francia y la joven República de Venezuela dan los primeros pasos en su relación de Estado a Estado. En 1833 se firma una primera convención bilateral y se nombra un cónsul de Francia en Caracas y La Guaira, En el 1839 se firma un tratado de amistad, comercio y navegación.
El general Rafael Urdaneta, expresidente de Colombia, durante el viaje a Europa como ministro plenipotenciario de Venezuela cayó enfermo en Londres y a su llegada a París su cuadro clínico se agravó, y después falleció el 23 de agosto de 1845, a los 56 años.

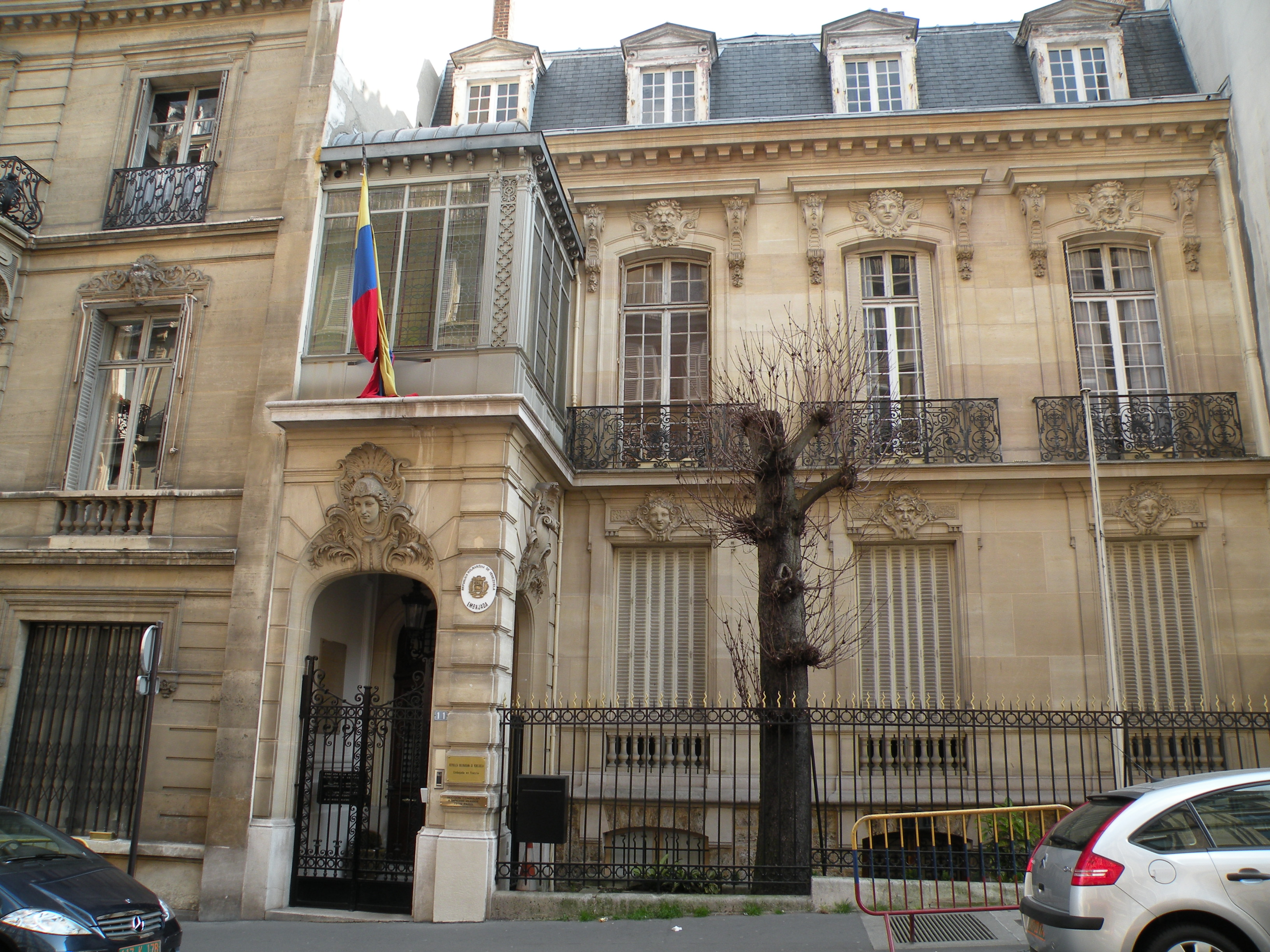
Embajada de Venezuela en París.

Entre los exploradores franceses, además de Bonpland y Boussingault se destaca Jean Chaffanjon quien obtuvo una comisión del Ministerio de Instrucción Pública de Francia para realizar una misión de estudio en Venezuela en 1884. Realizó dos recorridos por el río Orinoco: el primero, entre 1884 y 1885, y el segundo en 1886 cuando creyó alcanzar las fuentes del Río. Julio Verne, aunque no visitó la cuenca del Orinoco escribió una de sus famosas novelas de viajes (El soberbio Orinoco), para lo cual se basó en las obras de Chaffanjon.
Las relaciones franco-venezolanas a lo largo del primer siglo de independencia venezolana alternan entre acercamiento - sobre todo durante la presidencia de Antonio Guzmán Blanco, gran admirador de Francia bajo Napoleón III - y periodos de tensiones generadas por el tema de las deudas del Estado venezolano hacia ciudadanos y compañías franceses. Estas tensiones llevan en dos ocasiones a la ruptura de las relaciones diplomáticas (1881-1885) y (1906-1913).
La Compañía Minera Nacional Anónima El Callao, fue fundada en 1870 por los comerciantes corsos Antonio Liccioni y Jean Cagninacci para la expotacion de oro en el Estado Bolívar.
En el año de 1876, debido al intercambio comercial tan importante que existía con Europa, los gobiernos de Venezuela y Francia firman un convenio para la instalación del Cable Submarino, que serviría para mantener la comunicación vía telegráfica entre Carúpano y Le Havre. Se le otorga la concesión a la compañía "The West Indian and Panama Telegraph Cable Company de Londres" por 25 años y para finales de 1877 se tiene la instalación definitiva, pasando también el cable por la isla de Trinidad. En Carúpano se registró la Compañía Francesa de Cables Telegráficos,S.A. conocida como el Cable Francés. 
Durante este periodo, la inestabilidad política conlleva a que no menos de cuatro presidentes venezolanos lleguen a pedir la protección de Francia: José Tadeo Monagas (hospedado un tiempo en la legación francesa en Caracas), así como Manuel Felipe de Tovar, Juan Crisóstomo Falcón y Antonio Guzmán Blanco (exiliados en París). De hecho, los tres últimos fallecen en territorio francés (Tovar y Guzmán en París, Falcón en la isla de Martinica).
Ellie Theodore Delor como jefe de una misión de la Compagnie General Transatlántique y con el beneplácito del presidente Antonio Guzmán Blanco, le toca promover una serie de empresas: la Société Agricole et Minière du Vénézuéla (1881) que recibe un contrato para dotar de alumbrado de gas a Caracas y a varias ciudades del interior. 
El Gran Ferrocarril de La Ceiba fue planificado, construido y administrado por los empresarios corsos Benito Roncayolo y sus hijos Juan y Andrés Roncayolo. El contrato para la ejecución de la obra desde “La Ceiba” hasta Sabana de Mendoza”, fue firmado en Caracas el 17 de marzo de 1885 entre el ingeniero Jesús Muñoz Tebar, ministro de Obras Públicas y el empresario Benito Roncajolo. Este tramo quedó terminado el 31 de diciembre de 1886 y el tráfico quedó abierto el 20 de enero de 1887.
En 1891 el gobierno nacional declaró nula la concesión del Gran Ferrocarril del Táchira entre La Fría y El Brazo otorgada en 1884 a Manuel Tejera. La construcción para entonces no se había iniciado. En 1892 la Compañía Francesa de Ferrocarriles Venezolanos de inicio la construcción del Gran Ferrocarril del Zulia entre Santa Bárbara y el Vigía con un longitud de 60 Km. cuyo mayor desafío fue el cruce del río Chama. El 31 de diciembre de 1892 el gobierno contrató a Benito Roncajolo para que iniciara la construcción del Gran Ferrocarril del Tachira con el financiamiento de Credit Mobilier de Paris. La línea férrea inició opraciones el 5 de julio de 1895 y luego se extendió hasta encontrados en la confluencia de los ríos Zulia y Catatumbo. El gobierno recibiría el 5% de las ganancias de la operación.
El 1897 tras la firma del Tratado de Washington se seleccionó a París como sede neutral de un tribunal binacional para dirimir el diferendo por el territorio Esequibo en disputa entre los Estados Unidos de Venezuela y el Imperio Británico con un plazo de tres meses para dictar un laudo arbitral.
En 1898, Víctor Crassus Guillaume adquirió el ferrocarril del cacao entre Carenero y El Guapo de 54 km. que funciono hasta 1950 “en virtud de que su precaria situación económica no le permitía atender debidamente la función que estaba llamada a llenar”. 
En 1900 la Compañía Francesa de Ferrocarriles Venezolanos abandona la operación del Gran Ferrocarril del Zulia al ser afectada gran parte de la línea por las inundaciones ocasionadas por el desborde del río Chama.

### SigloXX
Tras el estallido de la Revolucion Libertadora los funcionarios de la Compañía del Cable Francés reciben instrucciones de prestarle ayuda a los revolucionarios que luchaban par derrocar al gobierno de Cipriano Castro. Los telegramas oficiales enviados por vía del Cable Francés son entonces retransmitidos en clave hasta las oficinas de Caracas que se convierten en el centro de información sobre los movimientos de tropas del gobierno.
En 1903, año en que escapando de la ley francesa sobre las asociaciones del 1 de julio de 1901 que declaraba ilícitas las congregaciones religiosas, llegó a Venezuela un grupo de clérigos de la comunidad francesa Hijos de María Inmaculada (Fils de Marie Immaculée). A finales de ese año fundaron el Colegio Francés de Caracas. La Plaza Altamira cambió su nombre a Plaza Francia luego de un convenio entre las ciudades de Caracas y París para tener una plaza Francia en Caracas y una Plaza Venezuela en París.
A raíz del enfrentamiento ocurrido en enero de 1906, con motivo de las reclamaciones presentadas por la Compañía del Cable Francés, las relaciones diplomáticas entre Venezuela y Francia habían quedado interrumpidas. En 1908 la comunidad corsa de Paria fue exliada a Trinidad por el gobierno del presidente Cipriano Castro por la supuesta manipulación de la información transmitida a través de la Compañía del Cable Francés que tenía su sede en Carupano. Tras la caída del régimen castrista en diciembre de 1908 el presidente Juan Vicente Gomez decreta una amnistía general y los corsos exiliados en Trinidad comienzan a regresar en 1909.
Las relaciones diplomáticas se reestablecen en 1913 con la firma del Protocolo Venezolano-Francés que incluía el pago progresivo de la deuda externa y el resarcimiento económico por la interrupción del servicio del Cable Francés.   
Al inicio de la Primera Guerra Mundial, Venezuela se mantuvo neutral. En agosto de 1914, el gobierno de Gómez acusado de germanófilo propuso la convocatoria de un Congreso Mundial de Neutrales a través de la Cancillería, sin que la iniciativa tuviera éxito. En 1915 a pesar de la escalada del conflicto se da celeridad a los pagos a las reclamaciones realizadas por Francia. Mediante una transacción de Bs. 3.000.000, Venezuela quedó libre de toda obligación que proveniera o que pudiera originarse de las reclamaciones.
En 1953 la Expedición Franco-Venezolana, comandada por el mayor Frank Rísquez Irribarren (1915-1969), llegaría hasta las fuentes del Orinoco.  
El consorcio francés Societe Generale de Techniques et D'Etudes (SGTE}, liderado por Maurice Cancelonni, se adjudicó la licitación para la construcción del Metro de Caracas en mayo de 1978. Otros grupos franceces como Compagnie Industrielle de Materiel de Transport (CIMT) y Alshtom Atlantique suministrarian el material rodante mientras que Cerci, filial de Jeumont-Schneider suminsitraria los sistemas automatizados en tiempo real. El 2 de enero de 1983 el presidente Luis Herrera Campins inaugura el primer tramo de la Línea 1 del Metro de Caracas en conmemoración del Bicentenario del Libertador.
Durante los intentos de golpe de Estado venezolanos de 1992 liderados por Hugo Chávez, el gobierno francés señaló inmediatamente su negativa a aceptar un colapso de la legitimidad institucional. Varios países latinoamericanos, entre ellos Venezuela, han sido acusados de refugiar a miembros de la organización terrorista ETA buscados en España y Francia, siendo Canadá y Estados Unidos los únicos países americanos que clasificaron esta organización como grupo terrorista.

## Visitas de Estado
Venezuela es la primera escala del viaje del presidente Charles de Gaulle a Sudamérica, un recorrido de 32.000 km que se extiende desde el 21 de septiembre al 16 de octubre de 1964. En respuesta al discurso de bienvenida del presidente venezolano Raúl Leoni en el Aeropuerto Internacional de Maiquetia, declaró: “Por primera vez en la historia, un jefe de Estado francés visita oficialmente Sudamérica” . La gira del presidente francés Francois Mitterrand por América Latina comenzó en Venezuela el 4 de octubre de 1989. En Caracas se firmaron acuerdos bilaterales en las siguientes áreas: antidrogas y tráfico; asistencia técnica en gestión aduanera y fiscal; transferencia y establecimiento de tecnología de empresas conjuntas en varias industrias; explorando posibilidades de inversión en las industrias de petróleo, petroquímica, gas y níquel del país. El 20 de marzo de 1998 el presidente de Venezuela, Rafael Caldera, fue recibido por su homólogo Jacques Chirac en el Palacio del Elíseo. Igualmente por el primer ministro, Lionel Jospin, en el Hotel Matignon. Ese mismo día la Universidad de La Sorbona otorgó a Caldera el doctorado Honoris Causa. En sus palabras habló de su concepto sobre la justicia social internacional.
El presidente Hugo Chávez se reunió con el presidente francés Jacques Chirac en tres ocasiones en octubre de 2002, marzo de 2005 y octubre de 2005.[cita requerida]
En noviembre de 2007, Chávez visitó al presidente francés Nicolas Sarkozy para discutir la situación de la rehén colombiana-francesa Ingrid Betancourt.
En septiembre de 2008, Chávez volvió a visitar a Sarkozy y Chávez dijo que buscaba ayuda de países «amigos» como Francia, a cambio de «energía venezolana».
Las últimas visitas de alto nivel datan de junio de 2013 (visita oficial del presidente Nicolás Maduro a París) y julio de 2016 (visita de la canciller Delcy Rodríguez).[cita requerida]. El 24 de enero de 2020 Juan Guaidó, presidente encargado de Venezuela fue recibido por el presidente de la República Francesa y el ministro para Europa y de Asuntos Exteriores en París para reafirmarle el apoyo de Francia a la organización de un proceso electoral. 

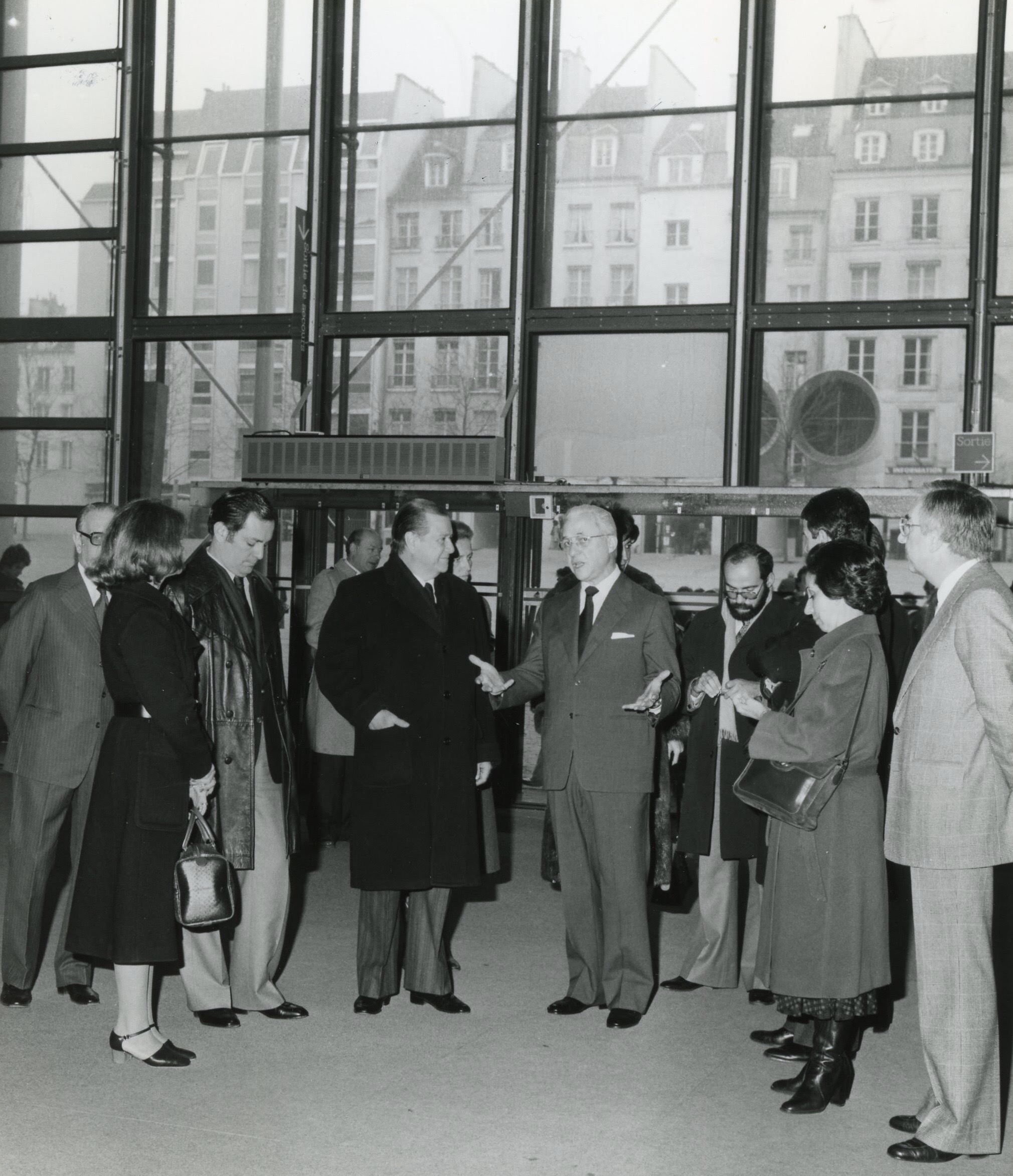
El expresidente venezolano Rafael Caldera durante una visita al Centro Georges Pompidou en París, 1980.

## Acuerdos, cooperación cultural y científica
En octubre de 2008, los ministros de Asuntos Exteriores de Venezuela y Francia firmaron 10 acuerdos de cooperación que incluyen la cooperación bilateral en energía, militares, telecomunicaciones, turismo y lucha contra el narcotráfico.
En noviembre de 2012 entró en vigencia un acuerdo de cooperación entre el IRD y el IVIC. En mayo de 2018 se firmó el convenio de cooperación universitaria y científica «Red Marcel Roche», el cual reúne seis universidades y escuelas francesas y cinco universidades venezolanas. Las áreas que contempla son: Ciencias políticas; Ingeniería informática, Nanociencias y Petróleo; Arquitectura y Urbanismo.

## Inversión francesa
La Compañía Minera Nacional Anónima El Callao, fue fundada en 1870 por los comerciantes corsos Antonio Liccioni y Jean Cagninacci para la expotacion de oro en el Estado Bolivar.
El Gran Ferrocarril de La Ceiba fue planificado, construido y administrado por los empresarios corsos Benito Roncayolo y sus hijos Juan y Andrés Roncayolo. El contrato para la ejecución de la obra desde “La Ceiba” hasta “Sabana de Mendoza”, fue firmado en Caracas el 17 de marzo de 1885 entre el ingeniero Jesús Muñoz Tebar, ministro de Obras Públicas y el empresario Benito Roncajolo. Este tramo quedó terminado el 31 de diciembre de 1886 y el tráfico quedó abierto el 20 de enero de 1887.
El 15 de junio de 1889 se puso en servicio la línea férrea de Barcelona a las minas de Naricual. El contrato inicial lo ostentaba la representación de la Societé Civile de Corte Femme, como sucesora de la Societé Francaise des Houilléres du Neverí establecía que el ferrocarril principal constaría de varios tramos, como el del puerto de Guanta a Barcelona, con una longitud de 18,70 kilómetros, y el de Barcelona a Naricual, de 12 kilómetros. 
El 3 de julio de 1929, el Gobierno Venezolano otorgó la concesión a la Compañía General Aeropostal Francesa de operar en Venezuela. En 1933 sus acciones fueron compradas por el Estado Venezolano creando La Línea Aeropostal Venezolana (LAV). Así la flota de Latécoère 26 y 28 fue sustituida por una de Fairchild 82B. Los primeros vuelos fueron entre Maracay y Maracaibo, y entre Maracay y Ciudad Bolívar.
En 2000, la empresa francesa Pechiney firmó un acuerdo con el gobierno de Venezuela para invertir 260 millones de dólares en tres años para expandir la extraccion de bauxita en la mina de Los Pijiguoas y la pruoduccion de alúmina de la zona industrial de Matanzas de propiedad estatal.
A partir de 2005, la compañía petrolera francesa Total SA fue el mayor inversor extranjero en Venezuela. En 2005, Total inició negociaciones con el Gobierno venezolano sobre un posible proyecto de US $ 5.000 millones para desarrollar petróleo pesado en el este de Venezuela. En abril de 2006, el gobierno venezolano tomó el control de los yacimientos de petróleo de propiedad extranjera, incluyendo los operados por Total.

### Relación con Carlos el Chacal
Se sabe que el presidente Hugo Chávez tuvo una correspondencia esporádica con el terrorista Carlos condenado a prisión perpetua en Francia. Chávez respondió, con una carta en la que se dirige a Carlos como un «distinguido compatriota».El 1 de junio de 2006, Chávez se refirió a él como su «buen amigo» durante una reunión de países de la OPEP celebrada en Caracas.
El 20 de noviembre de 2009, Chávez defendió públicamente a Carlos, diciendo que «se le considera erróneamente como un tipo malo y debe ser elogiado como un luchador revolucionario clave».
Francia convocó al embajador venezolano y exigió una explicación. Chávez, sin embargo, se negó a retractarse de sus comentarios.